# Mariella Farré
Mariella Farré, född Filomeno 1963 i Schaffhausen, är en schweizisk sångerska och dansare.
Farrés far var italienare och modern schweiziska.
Farré deltog i den schweiziska uttagningen till Eurovision Song Contest 1981 med bidraget Una cosa meravigliosa och kom på sista plats. Hon deltog åter i tävlingen 1983 med bidraget Io cosi non ci sto och vann. I Eurovision Song Contest 1983 kom hon på 15:e plats med 28 poäng. Hon deltog återigen i den schweiziska uttagningen 1985 med två bidrag: Oh, mein Pierrot och Piano, piano (tillsammans med Pino Gasparini). Hon vann med den senare och i Eurovision Song Contest 1985 kom de på 12:e plats med 39 poäng.
Farré har sedan koncentrerat sig på koreografi och driver idag två dansskolor.

## Diskografi (singlar)
- Zwei in einem Boot (1980)
- Io così non ci sto (1983)
- Magica notte (1983)
- Piano, piano (1985) – Med Pino Gasparini